# Matthieu Androdias
Matthieu Pierre Androdias (La Rochelle, 11 de junio de 1990) es un deportista francés que compite en remo.
Participó en tres Juegos Olímpicos de Verano, entre los años 2012 y 2020, obteniendo una medalla de oro en Tokio 2020, en la prueba de doble scull.
Ganó dos medallas de oro en el Campeonato Mundial de Remo, en los años 2018 y 2022, y tres medallas en el Campeonato Europeo de Remo entre los años 2015 y 2021. Además, obtuvo una medalla de bronce en el Campeonato Mundial de Remo en Sala de 2000.

## Palmarés internacional
| Juegos Olímpicos   | Juegos Olímpicos         | Juegos Olímpicos | Juegos Olímpicos |
| Año                | Lugar                    | Medalla          | Prueba           |
| ------------------ | ------------------------ | ---------------- | ---------------- |
| 2020               | Tokio (Japón)            | Medalla de oro   | Doble scull      |
| Campeonato Mundial |                          |                  |                  |
| Año                | Lugar                    | Medalla          | Prueba           |
| 2018               | Plovdiv (Bulgaria)       | Medalla de oro   | Doble scull      |
| 2022               | Račice (República Checa) | Medalla de oro   | Doble scull      |
| Campeonato Europeo |                          |                  |                  |
| Año                | Lugar                    | Medalla          | Prueba           |
| 2015               | Poznań (Polonia)         | Medalla de plata | Doble scull      |
| 2018               | Glasgow (Reino Unido)    | Medalla de oro   | Doble scull      |
| 2021               | Varese (Italia)          | Medalla de oro   | Doble scull      |

| Campeonato Mundial | Campeonato Mundial | Campeonato Mundial | Campeonato Mundial |
| Año                | Lugar              | Medalla            | Prueba             |
| ------------------ | ------------------ | ------------------ | ------------------ |
| 2020               | París (Francia)    | Medalla de bronce  | 2000 m             |